# 小行星3222
小行星3222（3222 Liller）是一颗围绕太阳公转的小行星。1983年7月10日，愛德華·鮑威爾在可可尼诺县发现了此天体。
該小行星以美國天文學家威廉·利勒命名。
这颗小行星的绝对星等为128.92003等。